# Veículo Lançador de Pequeno Porte
Veículo Lançador de Pequeno Porte, VLPP, é um programa de Subvenção Econômica à Inovação, orçado em R$374 milhões, criado pela Financiadora de Estudos e Projetos, FINEP, em parceria com a Agência Espacial Brasileira, com o intuito de desenvolver veículos lançadores de satélites orbitais da classe SLLV, Small-Lift Launch Vehicle, ou Veículo Lançador Leve, também chamados de Microlançadores.

## Contexto
O edital foi criado com o objetivo de fornecimento de recursos para a criação de veículos lançadores nacionais, seguindo os moldes do Programa de Tripulação Comercial, e do Commercial Resupply Services, da NASA. Assim, a União se responsabiliza unicamente pelo financiamento, com a iniciativa privada se responsabilizando pela pesquisa e desenvolvimento. Isto é diferente do feito com o VLM, onde o Instituto de Aeronáutica e Espaço se responsabiliza pela pesquisa, desenvolvimento e uso, com a iniciativa privada fornecendo as matérias primas.
Os atrasos no desenvolvimento do VLM, com a empresa responsável, Avibrás, sofrendo de uma crise financeira, foi um dos principais motivos para a criação do edital.
Em suma, o Edital de Subvenção Econômica à Inovação do veículo lançador de pequeno porte para lançamento de nano e/ou microssatélites foi criado para suprir a necessidade de um veículo lançador nacional, além do mercado New Space terceirizando o papel de pesquisa e desenvolvimento para a iniciativa privada, como startups.

## Requisitos
Os principais requisitos do edital eram:
- Desenvolvimento de veículo, com capacidade de lançar pelo menos 5 kg de carga-útil na órbita circular equatorial de 450 km.
- Desenvolvimento de meios operacionais para o lançamento do Veículo de pequeno porte.
- Poderão ser utilizados meios operacionais existentes, desde que devidamente autorizados pelas entidades detentoras destes meios.
- Desenvolvimento de veículo e realização da operação de lançamento atendendo a todos os requisitos de segurança do campo de lançamento.
- Projeto, qualificação e construção de pelo menos dois protótipos de voo em território nacional.
- Realização de suas operações de lançamento, a partir do território nacional.

Além desses, tinham os requisitos diferenciais, porém, não obrigatórios:
- Lançamento simultâneo de múltiplos nanossatélites.
- Capacidade de efetuar a reentrada antecipada do seu último estágio na atmosfera (evitar detritos espaciais).
- Atendimento a todo o espectro de inclinações, desde inserção em órbitas de baixa inclinação (equatoriais) até órbitas polares e heliossíncronas.
- Potencial de evolução/crescimento das suas capacidades em massa de carga-útil e precisão de inserção orbital.
- Utilização de sistemas e equipamentos desenvolvidos ou em desenvolvimento em programas paralelos no âmbito do PEB.
- Melhor precisão de inserção em órbita.
- Melhor relação custo por quilo de carga útil inserida em órbita.
- Maior eficiência da operação de lançamento em termos de custo, quantidade de recursos humanos envolvidos na atividade “on-site” e tempo de preparação e de lançamento.

## Resultado

### Resultado preliminar
Inicialmente, a Avibrás foi escolhida como única ganhadora do edital. Entretanto, a crise financeira fez com que fosse desclassificada.

### Resultado final
Com isso, foi decidido que duas empresas seriam escolhidas, no caso, a Akaer e CENIC.
Grupo I
- Liderado por:
  - AKAER ENGENHARIA S.A.
- Coexecutoras:
  - ACRUX LTDA.
  - BRENG ENGENHARIA E TECNOLOGIA LTDA.
  - ESSADO DE MORAIS LTDA.

Grupo II
- Liderado por:
  - CENIC ENGENHARIA INDÚSTRIA E COMÉRCIO LTDA
- Coexecutoras:
  - CONCERT TECHNOLOGIES S.A.
  - SCHELIM ENGENHARIA EIRELLI.
  - PLASMAHUB AMBIENTAL IND. ENG. EXP. E IMP. LTDA.
  - ETSYS INDÚSTRIA E TECNOLOGIA EM SISTEMAS LTDA.[4]

## Veículos

### VLN-AKR
A empresa AKAER, se baseando no projeto Montenegro, que estava sendo desenvolvido pela sua parceria ACRUX, começou a desenvolver o Veículo Lançador de Nanossatélites da Akaer, ou VLN-AKR
O veículo possuiria três estágios, ele reutiliza os motores S-30 desenvolvidos para o VS-30 e VSB-30 nos primeiro e segundo estágios, e usariam um motor S-18 no terceiro estágio, algumas fontes dizem ser um motor baseado num motor do foguete Sonda-2, outros dizem que seria um motor novo.
Esperava-se que seu lançamento ocorresse no primeiro semestre de 2027. Entretanto, seu projeto foi suspenso devido à falha na prestação de contas.

### ML-BR
A empresa CENIC por sua vez, decidiu desenvolver um foguete totalmente do zero, o Microlançador Brasileiro, ML-BR. A construção do foguete envolve as empresas Cenic Engenharia, ETSYS, Concert Space, Delsis e Plasmahub, Bizzu Space, Fibraforte, Almeida’s e Horuseye Tech.
O veículo possui 3 estágios de combustível solido, porém o terceiro estágio será substituído por um motor a combustível líquido em versões futuras que já estão sendo desenvolvidas em paralelo.
O ML-BR terá 1 Metro de diâmetro, 12 metros de altura e capacidade de até 30 kg para órbita terrestre baixa (LEO). Espera-se que seu lançamento ocorra em 2026.

#### Desenvolvimento
O desenvolvimento foi iniciado em 2024, com o projeto dos motores e protótipos para ensaios em escala reduzida.
Entre os dias 29 e 30 de maio de 2025, a equipe passou pelo Critical Design Review, que permitiu o início da fase de construção e testes.

#### Especificações
O motor do primeiro estágio, batizado de "Nauro" (N-90A) conterá 90 toneladas de propelente; o motor "Arion", desenvolvido pela Bizu Space para uso no futuro estágio superior, será de propelente líquido.